# 앨리스 (이상한 나라의 앨리스)

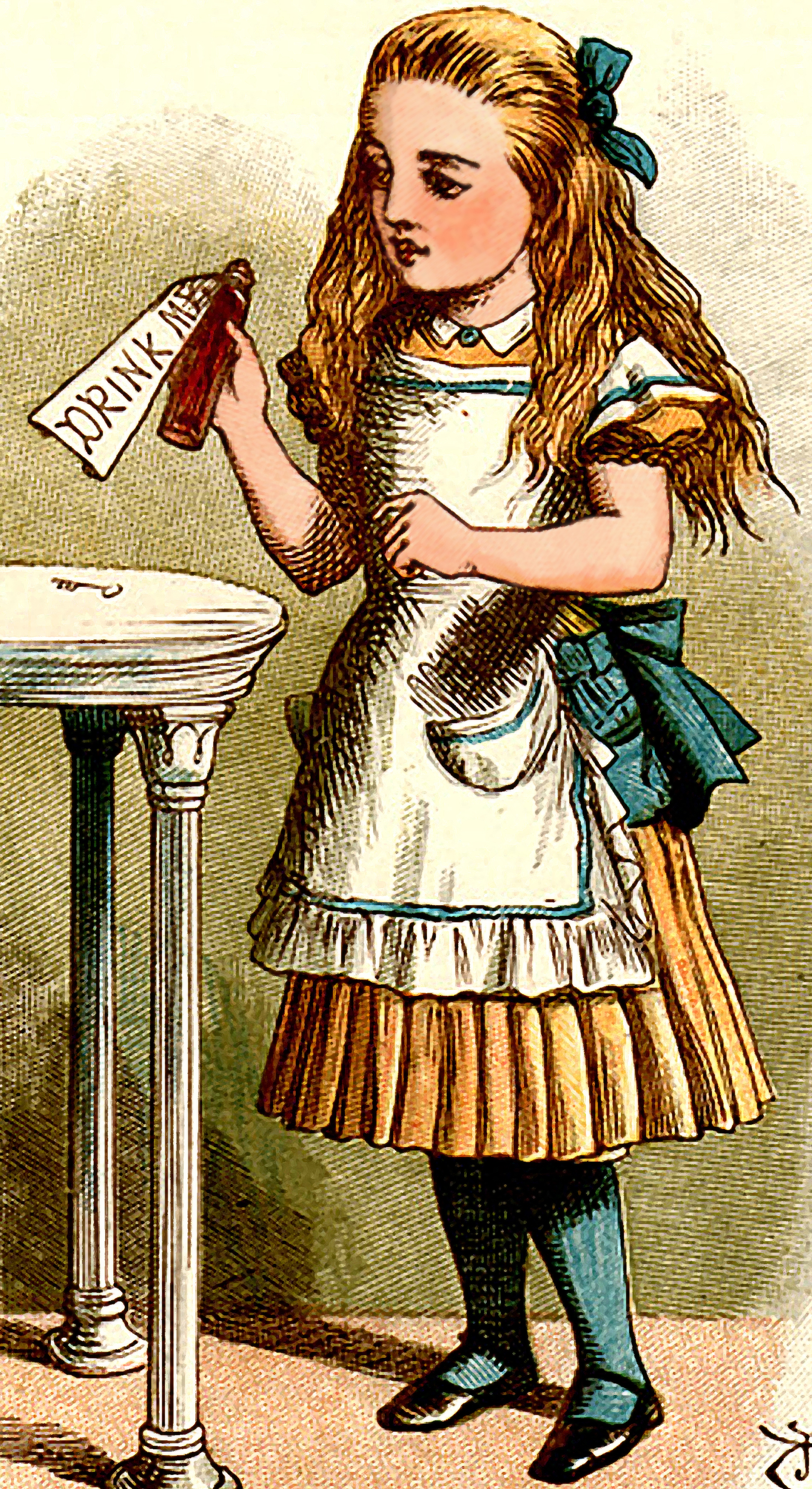
앨리스

앨리스(Alice)는 루이스 캐럴의 작품 《이상한 나라의 앨리스》 및 그 속편 《거울 나라의 앨리스》의 여주인공이다.